# دشت سوزان (مجموعه‌داستان)
دشت سوزان (به اسپانیایی: El Llano en llamas) نام کتابی از نویسنده مشهور مکزیکی خوان رولفو است که به زبان اسپانیایی نوشته شده است و اولین بار در سال ۱۹۵۳ منتشر شد. کتاب مجموعه‌ای از پانزده داستان کوتاه است. این کتاب توسط فرشته مولوی به فارسی برگردانده شده است و انتشارات ققنوس آن را به چاپ رسانده است.

## داستان‌ها
1. ماکاریو
2. عاقبت زمیندار شدیم
3. تپه کومادرس
4. بس که آس و باسیم!
5. مرد
6. در سپیده‌دم
7. دشت سوزان
8. تالپا
9. به آن‌ها بگو مرا نکشند
10. لووینا
11. شبی که تنهایش گذاشتند
12. به یاد آر
13. سگی پارس نمی‌کند
14. پاسو دل نورته
15. آناکلتو مورونس